# Mesechthistatus fujisanus

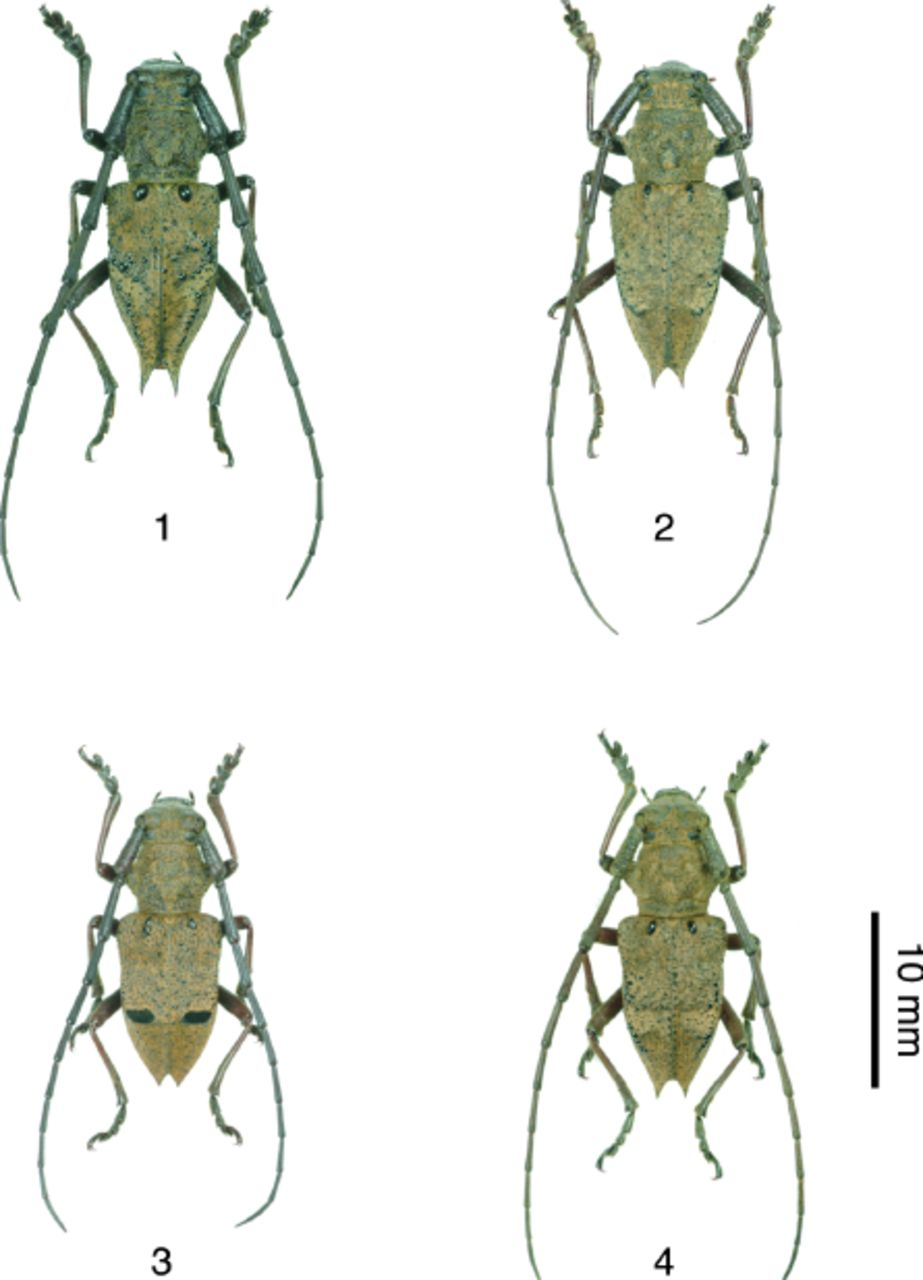
Mesechthistarus

Mesechthistatus fujisanus är en skalbaggsart som beskrevs av Hayashi 1957. Mesechthistatus fujisanus ingår i släktet Mesechthistatus och familjen långhorningar. Inga underarter finns listade i Catalogue of Life.